# 关于化学品注册、评估、许可和限制法案

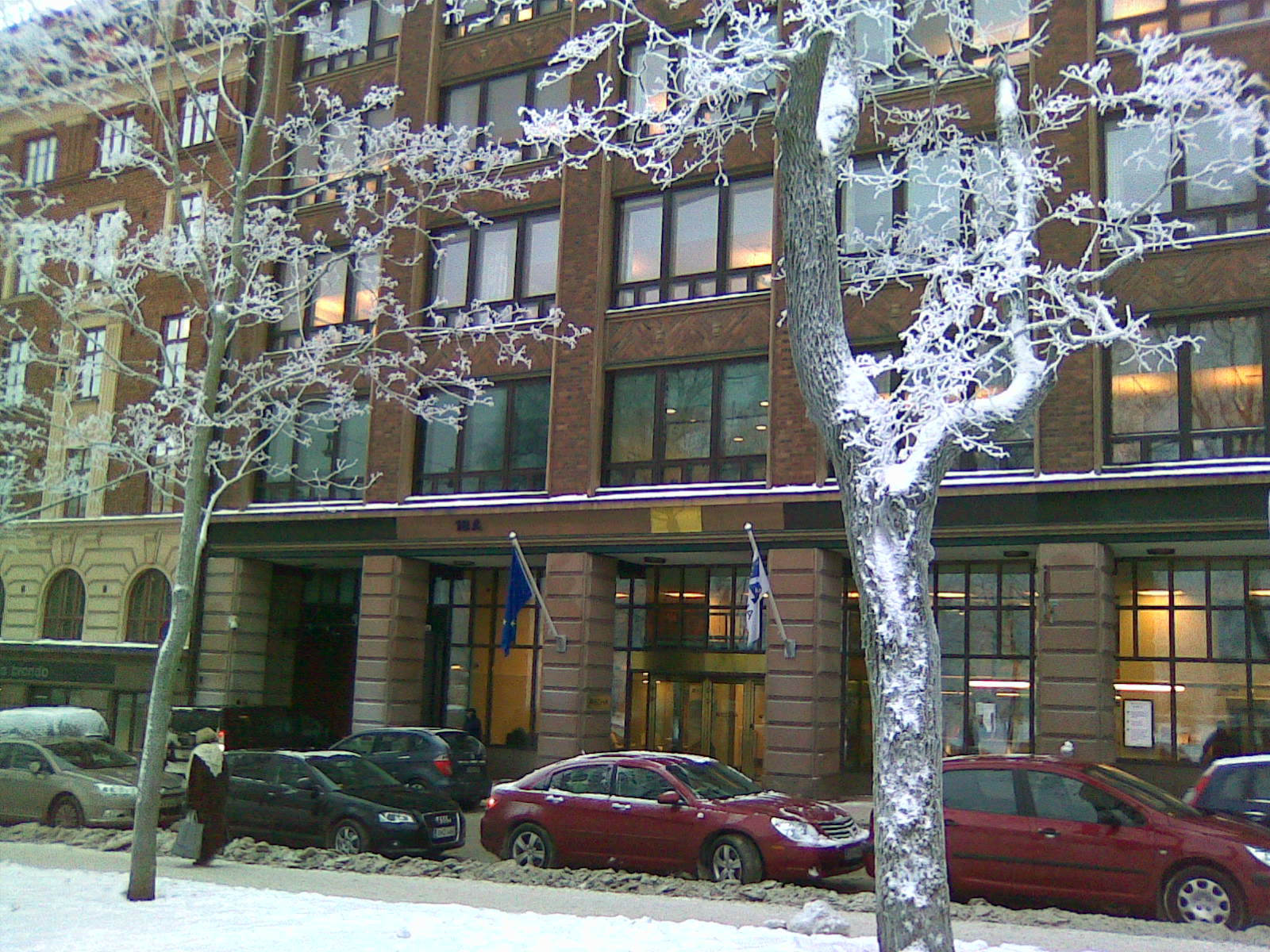
歐洲化學品管理局

《关于化学品注册、评估、许可和限制法案》（REACH）是歐洲聯盟关于进入欧盟市场的所有化学品强制要求注册、评估和许可并实施安全监控所制定的法令規範，于2007年6月1日生效，歐洲化學品管理局負責管理。
该法案的生效提高了对于不同国家和地区的相关产品进入欧盟市场的品质要求和准入门槛，普遍预计对于化工相关行业出口贸易将产生深远的影响，由此不得不引起相关部门和企业的重视。

## 背景
欧盟是全球最主要的化学品进出口地区。2006年欧盟化学品的进、出口占全球总量的55.3%和46.0%。从1967年开始，欧共体制定了一系列法规，但效率低下、相互交叉。因此，欧盟综合了40多部化学品管理法规后形成了达849页的法规文件，相应的配套技术指导文件达数千页。于2006年12月18日正式通过，2007年6月1日正式生效，2008年6月1日正式实施。
REACH法规的目的是保护人类健康和环境，保持和提高欧盟化学工业的竞争力，增加透明度和提高消费者意识，促进非动物试验以及与欧盟在WTO的国际义务保持一致等。

## 内容

### 注册
注册（Registration）是该法规下最主要的义务。注册人必须是欧盟范围内的企业法人。企业向欧洲化学品管理署（ECHA）成功递交化学物质的注册卷宗之后，可获得一个由18位数字组成的注册号码。未能在相应的截止日期前完成注册的企业，则不能将对应产品继续投放欧盟市场。
根据物质是否列入欧盟现有化学名录，注册类型可以分为分阶段物质注册和新物质注册两种类型。

### 评估
评估（Evaluation）由管理局承担，分为文档评估（Dossier Evaluation）和化学物质评估（Substance Evaluation）两种类型。据欧盟评估委员评估，约2.7万家化学品企业将受到REACH法规的影响，约3万种物质受到管辖。

### 许可
对于添加到REACH法规附件14的物质，REACH法规对其使用和销售指定了授权许可制度，分两个步骤进行。

### 限制
提供控制生产商和进口商投放市场或有条件或禁止使用危险物质的程序。例如对石棉的禁令、某些偶氮染料的限制等。